# Cynops orientalis
Cynops orientalis, mais conhecido como tritão ventre de fogo chinês, é uma espécie de anfíbio caudado pertencente à família Salamandridae. Apresenta-se com dorso castanho a preto, podendo o ventre variar entre o vermelho e o laranja vivo com manchas irregulares pretas. Oriundo da China, com tamanho entre os 6 e os 10 cm, o Tritão ventre de fogo é um animal maioritariamente aquático. Este animal embora não deva ser retirado do seu habitat natural pode ser mantido em aquário. Alimentam-se de larvas e insectos pequenos
C. orientalis é comumente visto em lojas de animais, onde é freqüentemente confundido com o tritão de barriga de fogo japonês  devido a similaridades em tamanho e coloração. C. orientalis normalmente exibe uma pele mais lisa e uma cauda mais redonda que C. pyrrhogaster, e possui glândulas parotóides menos óbvias.
Tritões de barriga de fogo chineses são levemente venenosos e excretam toxinas através de sua pele. Consistindo principalmente de tetrodotoxinas, os tritões do gênero Cynops representam uma ameaça clinicamente significativa se forem consumidas toxinas suficientes e as toxinas podem causar dormência ou irritação no contato com a pele.

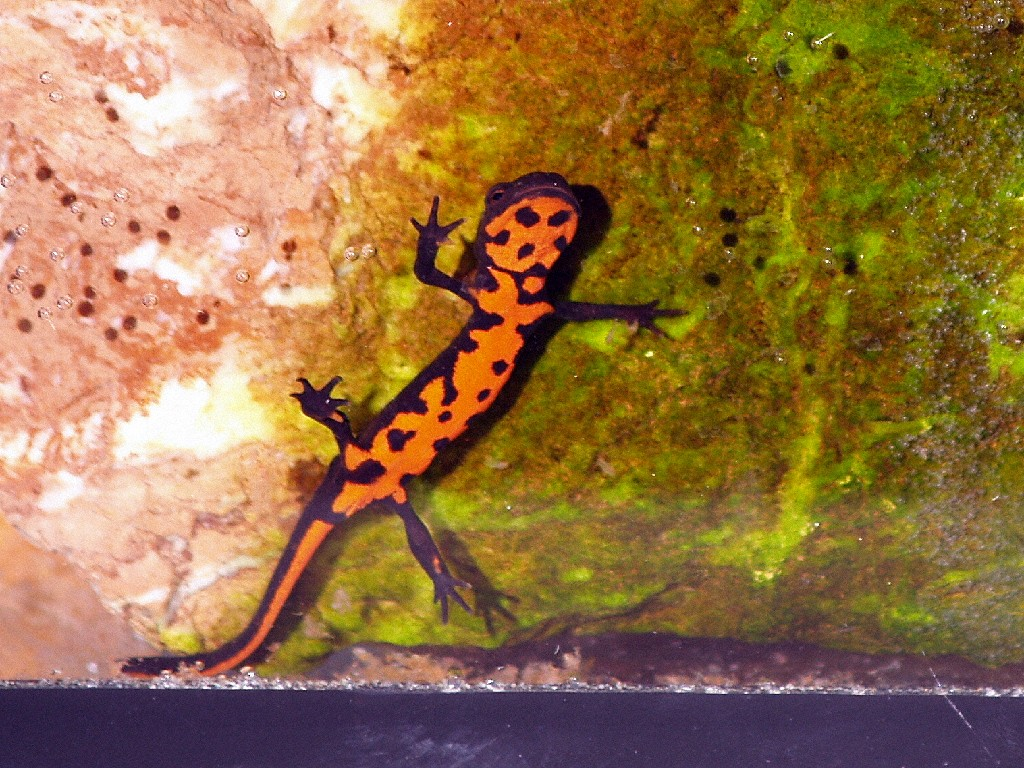
De lado
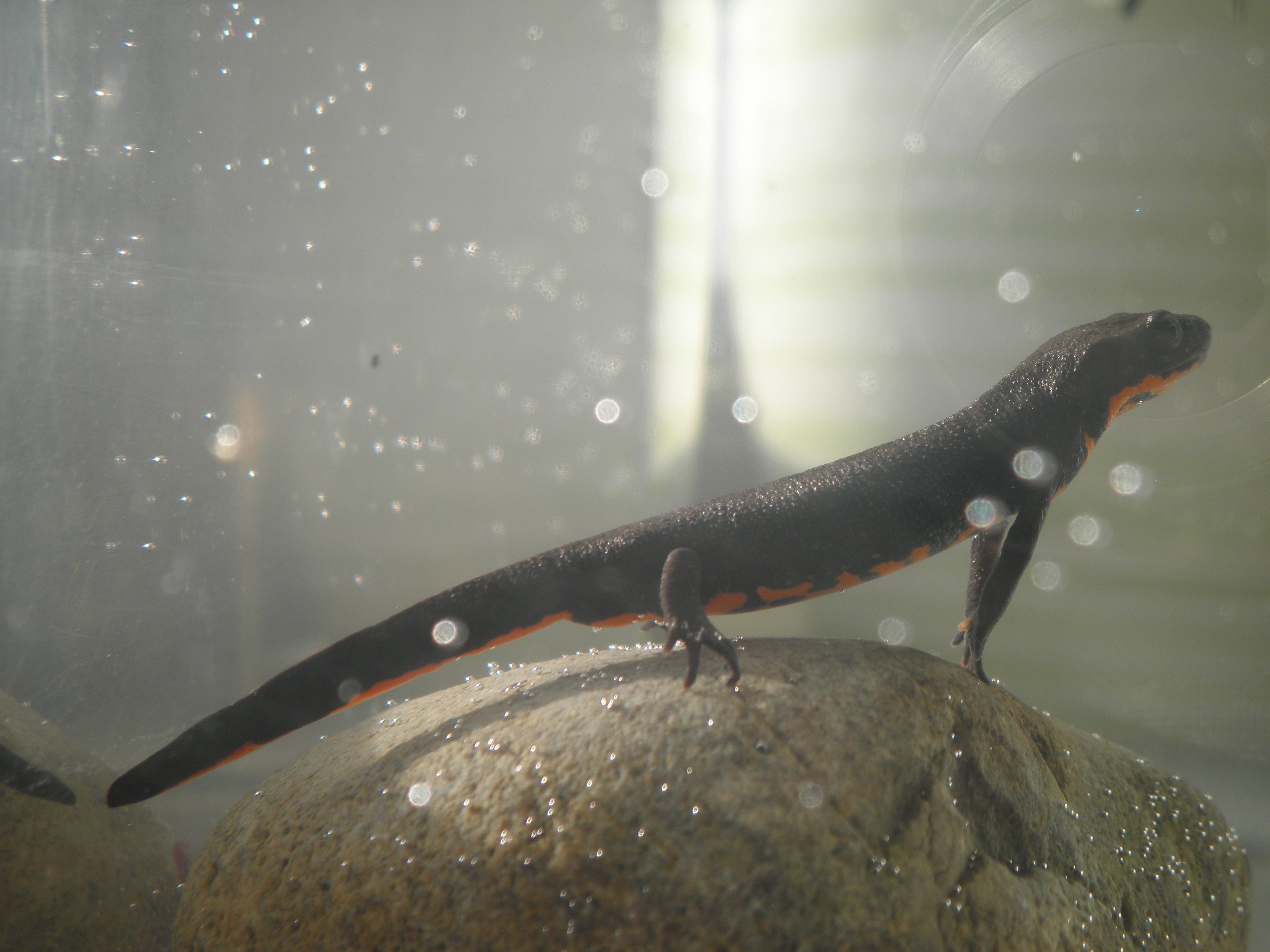
Debaixo d'água
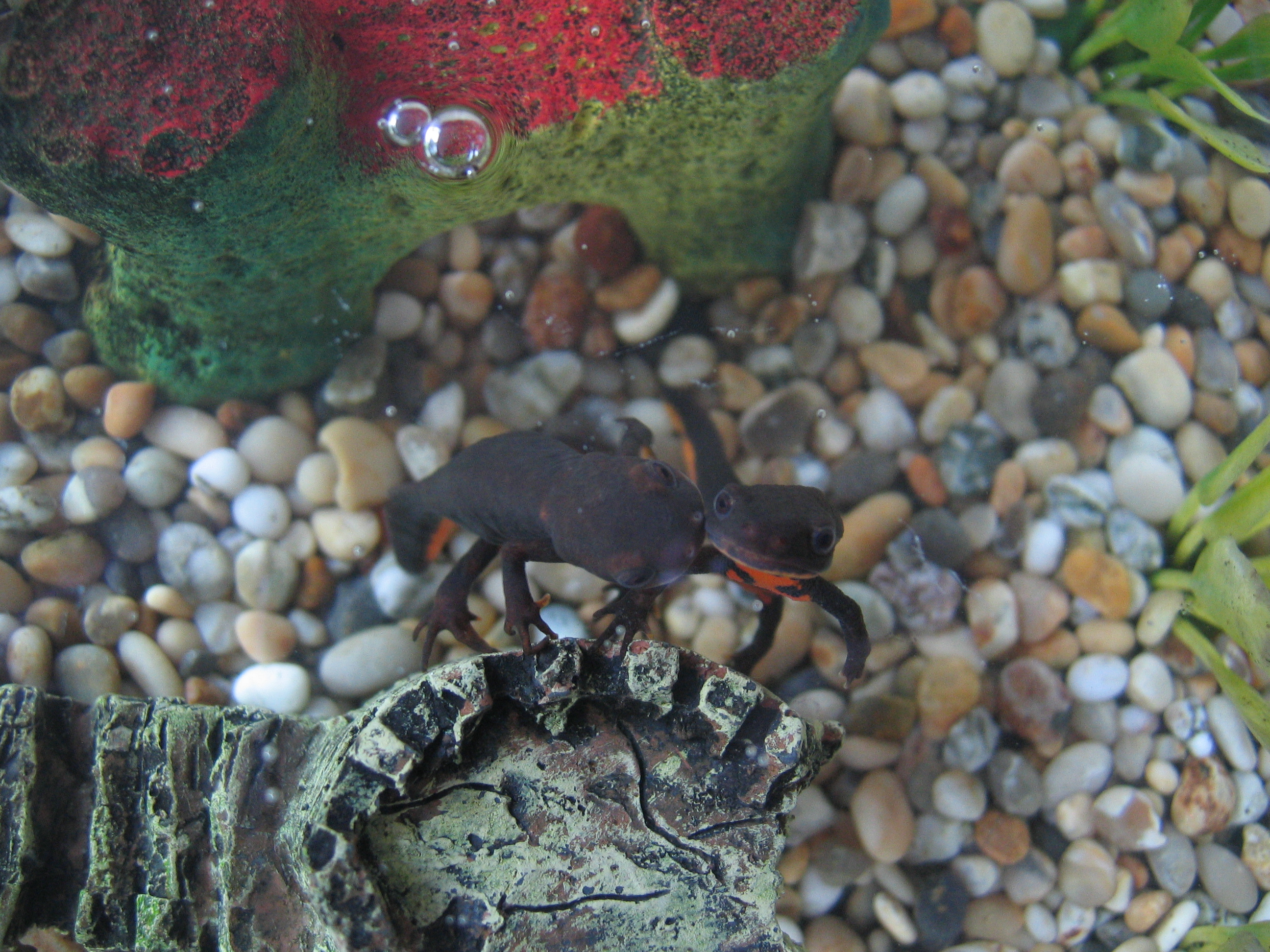
Em par